# Kuznieckie Miedwiedi Nowokuźnieck
Kuznieckie Miedwiedi Nowokuźnieck (ros. Кузнецкие Медведи Новокузнецк) – rosyjski klub hokeja na lodzie juniorów z siedzibą w Nowokuźniecku.

## Historia
- Mietałłurg 2 Nowokuźnieck (-2009)
- Kuznieckie Miedwiedi Nowokuźnieck (2009-)

Od 2009 drużyna występuje w rozgrywkach juniorskich MHL.
Zespół działa w strukturze klubu Mietałłurg Nowokuźnieck z seniorskich rozgrywek KHL (do 2007), następnie z WHL.

## Sukcesy
- Finał o Puchar Charłamowa: 2010
- Srebrny medal MHL: 2010
- Brązowy medal MHL: 2017
- Pierwsze miejsce w Dywizji Srebrnej (Wschód) w sezonie zasadniczym MHL: 2024

## Szkoleniowcy
- Siergiej Krasilnikow (2009-2011)[2][3]
- Aleksandr Kitow (2011-2013)[4][5]
- Jurij Gajlik (2013-2014)[6]
- Aleksandr Kitow (2014-2020)[7][8][9]
- Aleksiej Korszkow (IX-XII.2017)[10]
- Aleksandr Kitow (XI-2017-2020)[11][12][13][14]
- Aleksiej Kołedajew (2020-2021)[15]
- Jewgienij Korolow (2021-2023[16]
- Andriej Łuniow (2023)[17][18]